# Seznam trenerjev Pittsburgh Pirates
Trenerji NHL moštva Pittsburgh Pirates.
- Odie Cleghorn, 1925–29
- Frank Fredrickson, 1929–30